# Добжинска земя
Добжинската земя (на полски: Ziemia dobrzyńska; на немски: Dobriner Land) е историческа област в северната част на Централна Полша. Столица е град Добжин над Висла.

## География
Областта е разположена между реките Висла, Дървенца и Скрва. Принадлежи към физико-географските райони Добжинска езерна област и Уршулевска равнина (западната част). Обхваща земи от Куявско-Поморското и Мазовецкото войводства.

## История
През средновековието областта е част от Мазовия. От 1226 година Добжин над Висла и околността му стават владение на кръстоносците от Добжинския орден и са обособени като отделна област. В годините около 1287 се създало Добжинско княжество, което било спорно между Тевтонския орден и Полша. След Торунския мир от 1466 година областта е присъединена трайно към Полша.

## Граници
На запад и юг областта граничи с Куявия, на север с Хелминската земя и на изток с Мазовия.

## Градове
- Добжин над Висла
- Рипин
- Липно
- Гожно

## Фотогалерия
- Висла при Добжин
- Рипин
- Липно
- Гожно
- Руини от замъка в Злоторя